# 段谷の戦い
段谷の戦い（だんこくのたたかい）は、中国三国時代に行われた魏と蜀の戦い。魏の甘露元年、蜀の延熙19年にあたる年に行われた。

## 戦前
費禕の死後、蜀の衛将軍姜維は自ら大軍の指揮を執り、北伐を開始した。253年（延熙16年）、武都より進撃して南安に籠る陳泰を包囲したが、兵糧が尽きて撤退する。翌254年（延熙17年）には隴西へ出撃し、狄道県の李簡が密かに降伏を願い出たのを皮切りに魏の将徐質を破るなどの戦果を挙げ、河関・狄道・臨洮の三県の住民を蜀に連行した。このとき張嶷が陣没している。
さらに翌255年（延熙18年）には車騎将軍夏侯覇とともに狄道に進出し、洮水の西で雍州刺史王経を撃破して魏兵数万人を殺した。王経は狄道城に逃げ、姜維はそれを追う。蜀の鎮南大将軍張翼は「追撃すべきではない」と言ったが姜維はこれを聞き入れず狄道城を包囲した。しかし魏の征西将軍陳泰が救援に来たので退却した。（狄道の戦い）

## 段谷の戦い
魏では前年の敗北の損害が大きく、長安以西の守備は危機的な状況にあった。皇帝曹髦は鄧艾を安西将軍に任命し、雍州・涼州諸方面を固めるよう命じた。鄧艾は姜維の行動を先読みし再び北伐すると考え兵を鍛錬し、守りを固める。一方蜀は、姜維が大将軍に就き、鎮西大将軍胡済と連繋して上邽で合流し、魏を破る計画を立てる。だが、肝心の胡済が現れず、さらに鄧艾に動きを読まれたために攻勢は失敗し、姜維は退却するも追撃を受け、段谷（現在の甘粛省天水市秦州区）で散々に打ち破られる。なお、『三国志演義』などでは蜀将張嶷はここで陳泰に討ち取られたことになっている。
このとき魏は2桁にのぼる将を斬り、4桁の兵の首級をあげ、捕虜と討ち取った敵兵を合わせると1万人に近かったといわれる。すなわち蜀は、諸葛亮の北伐時代から転戦している経験豊富な精鋭の外征軍と、その指揮を執る優秀な部隊長の多くを失った。蜀が長安ひいては中原を奪回することは非常に難しい状態になったと言える。鄧艾はこの功績で鎮西将軍に昇進した。

## 戦後
戦いに敗れた蜀は西方で離叛が相次ぎ、姜維は諸葛亮に倣い失策を認めて降格を願い出、後将軍となった。だが、合流地点に到着しなかった胡済については特に降格の記述はない。
その後は翌年諸葛誕が反乱を起こすと、姜維は再び数万の軍勢を率いて北伐を行った。このとき魏軍は大将軍司馬望が守備を固め、鄧艾が援軍の指揮を執ってやってきた。さらに次の年になって諸葛誕が敗れると蜀軍は戦わず撤退し、姜維は大将軍に復帰している。この年、姜維は漢中の防衛について建議し、秦嶺山脈の諸陣地の守備隊を漢城・楽城まで下げ、敵を深く侵入させて、敵が退却する時に撃滅するのを目的とする守備陣を作った。